# V358 Водолея
V358 Водолея (лат. V358 Aquarii) — поляр, двойная катаклизмическая переменная звезда типа AM Геркулеса (XM) в созвездии Водолея на расстоянии (вычисленном из значения параллакса) приблизительно 1516 световых лет (около 465 парсеков) от Солнца. Видимая звёздная величина звезды — от +17,5m до +15,7m.

## Характеристики
Первый компонент — аккрецирующий белый карлик.